# Fu Zhong
Fu Zhong (chiń. 福中; pinyin Fú Zhōng; ur. 19 lutego 1968) – chiński brydżysta z tytułem World Grand Master w kategorii Open (WBF).
Fu Zhong jest profesjonalnym brydżystą. Od 2010 roku jest członkiem Komisji Profesjonalnych Graczy WBF (Member WBF High Level Players Commission).

## Wyniki brydżowe

### Olimpiady
Na olimpiadach uzyskał następujące rezultaty:
| Olimpiady Brydżowe. Zawody teamów | Olimpiady Brydżowe. Zawody teamów | Olimpiady Brydżowe. Zawody teamów   | Olimpiady Brydżowe. Zawody teamów | Olimpiady Brydżowe. Zawody teamów | Olimpiady Brydżowe. Zawody teamów |
| Rok                               | Miejsce                           | Zawody                              | Kategoria                         | Drużyna                           | Pozycja                           |
| --------------------------------- | --------------------------------- | ----------------------------------- | --------------------------------- | --------------------------------- | --------------------------------- |
| 2008                              | Pekin                             | 1 Olimpiada Sportów Umysłowych      | Open                              | China                             | 5                                 |
| 2000                              | Lozanna                           | 3 Mistrzostwa o Wielką Nagrodę MKOL | Open                              | China                             | 5                                 |

| Olimpiady Brydżowe. Zawody Indywidualne | Olimpiady Brydżowe. Zawody Indywidualne | Olimpiady Brydżowe. Zawody Indywidualne | Olimpiady Brydżowe. Zawody Indywidualne | Olimpiady Brydżowe. Zawody Indywidualne |
| Rok                                     | Miejsce                                 | Zawody                                  | Kategoria                               | Pozycja                                 |
| --------------------------------------- | --------------------------------------- | --------------------------------------- | --------------------------------------- | --------------------------------------- |
| 2008                                    | Pekin                                   | 1 Olimpiada Sportów Umysłowych          | Open                                    | 25                                      |

### Zawody światowe
W światowych zawodach zdobył następujące lokaty:
| Mistrzostwa Świata. Konkurencja teamów | Mistrzostwa Świata. Konkurencja teamów | Mistrzostwa Świata. Konkurencja teamów               | Mistrzostwa Świata. Konkurencja teamów | Mistrzostwa Świata. Konkurencja teamów | Mistrzostwa Świata. Konkurencja teamów |
| Rok                                    | Miejsce                                | Zawody                                               | Kategoria                              | Drużyna                                | Pozycja                                |
| -------------------------------------- | -------------------------------------- | ---------------------------------------------------- | -------------------------------------- | -------------------------------------- | -------------------------------------- |
| 2014                                   | Sanya                                  | 14. Seria Mistrzostw Świata                          | Open                                   | P D Times                              | 36                                     |
| 2013                                   | Nusa Dua                               | 41. Mistrzostwa Świata Teamów                        | Trans                                  | P D Times                              | 4                                      |
| 2010                                   | Filadelfia                             | 13 Seria Mistrzostw Świata                           | Open                                   | Mahaffey                               | 17                                     |
| 2009                                   | São Paulo                              | 39 Mistrzostwa Świata Teamów                         | Open                                   | China                                  | 4                                      |
| 2007                                   | Szanghaj                               | 38 Mistrzostwa Świata Teamów                         | Trans                                  | China Smeg                             | 10                                     |
| 2007                                   | Szanghaj                               | 38 Mistrzostwa Świata Teamów                         | Open                                   | China Smeg                             | 5                                      |
| 2006                                   | Werona                                 | 12 Mistrzostwa Świata                                | Open                                   | China Smeg                             | 5                                      |
| 2005                                   | Estoril                                | 37 Mistrzostwa Świata Teamów                         | Open                                   | China                                  | 11                                     |
| 2005                                   | Estoril                                | 37 Mistrzostwa Świata Teamów                         | Trans                                  | China Open                             | 4                                      |
| 2004                                   | Stambuł                                | 3 Transnarodowe Mistrzostwa Świata Teamów Mikstowych | Miksty                                 | Zhang                                  | 3                                      |
| 2003                                   | Monte Carlo                            | 36 Mistrzostwa Świata Teamów                         | Open                                   | China                                  | 12                                     |
| 2003                                   | Monte Carlo                            | 36 Mistrzostwa Świata Teamów                         | Trans                                  | Zhuang                                 | 2                                      |
| 2000                                   | Maastricht                             | 11 Olimpiada Brydżowa                                | Miksty                                 | Ji Hong Hu                             | 14                                     |
| 2000                                   | Southampton                            | 34 Mistrzostwa Świata Teamów                         | Open                                   | China                                  | 16                                     |
| 1998                                   | Lille                                  | 10 Mistrzostwa Świata                                | Open                                   | Fu                                     | 113                                    |
| 1997                                   | Hammamet                               | 33 Mistrzostwa Świata Teamów                         | Open                                   | China                                  | 7                                      |
| 1995                                   | Pekin                                  | 32 Mistrzostwa Świata Teamów                         | Open                                   | China                                  | 7                                      |
| 1994                                   | Albuquerque                            | 9 Mistrzostwa Świata                                 | Open                                   | Pan                                    | 9                                      |
| 1993                                   | Aarhus                                 | 4 Młodzieżowe Mistrzostwa Świata Teamów              | Juniorzy                               | China                                  | 6                                      |

| Mistrzostwa Świata. Konkurencja par | Mistrzostwa Świata. Konkurencja par | Mistrzostwa Świata. Konkurencja par | Mistrzostwa Świata. Konkurencja par | Mistrzostwa Świata. Konkurencja par | Mistrzostwa Świata. Konkurencja par |
| Rok                                 | Miejsce                             | Zawody                              | Kategoria                           | Partner                             | Pozycja                             |
| ----------------------------------- | ----------------------------------- | ----------------------------------- | ----------------------------------- | ----------------------------------- | ----------------------------------- |
| 2014                                | Sanya                               | 14. Seria Mistrzostw Świata         | Open                                | Li Jie                              | 88                                  |
| 2010                                | Filadelfia                          | 13 Mistrzostwa Świata               | Open                                | Zhao Jie                            | 56                                  |
| 2006                                | Werona                              | 12 Mistrzostwa Świata               | Open                                | Zhao Jie                            | 1                                   |
| 2006                                | Werona                              | 12 Mistrzostwa Świata               | Miksty                              | Sun Ming                            | 37                                  |

| Mistrzostwa Świata. Konkurencja indywidualna | Mistrzostwa Świata. Konkurencja indywidualna | Mistrzostwa Świata. Konkurencja indywidualna | Mistrzostwa Świata. Konkurencja indywidualna | Mistrzostwa Świata. Konkurencja indywidualna | Mistrzostwa Świata. Konkurencja indywidualna |
| Rok                                          | Miejsce                                      | Zawody                                       | Kategoria                                    | Pozycja                                      |                                              |
| -------------------------------------------- | -------------------------------------------- | -------------------------------------------- | -------------------------------------------- | -------------------------------------------- | -------------------------------------------- |
| 1998                                         | Ajaccio                                      | 4 Indywidualne Mistrzostwa Świata            | Open                                         | 15                                           |                                              |

## Klasyfikacja
- Fu Zhong – klasyfikacja WBF (ang.)